# Krone LSA-PLUS
 For alternative betydninger, se Krone.
Krone LSA-PLUS (eller blot krone) er en europæisk klemmeforbindelsesstandard til telekommunikation.  Krone LSA-PLUS er en alternativ til 110 block.

## Historie
Krone blev udviklet i Berlin i 1970'erne af The Krone Group, et tysk telekommunikationsselskab.  I 2004 blev Krone erhvervet af ADC Telecommunications, et amerikansk corporation. ADC blev senere erhvervet af Tyco Electronics i 2010.

## Karaktertræk
LSA-PLUS er et tysk akronym for (Lötfrei, Schraubfrei, Abisolierfrei, Preiswert, Leicht zu handhaben, Universell anwendbar, Sicher und schnell) som kan oversættes til: ingen lodning, ingen anvendelse af skruer, ingen afisolering, omkostningseffektiv, let at anvende, universal anvendelse, sikkert og hurtigt.
Sammenliget med 110, er krone let at genkende ved at dets kontakter er vinklet 45 grader i forhold til ledningen.  Kontakterne anvender sølv for at hindre korrosion og der anvendes et IDC-værktøj (typisk kaldet et LSA-værktøj) til at trykke ledningen ind i klemmen.